# Tanay József
Tanay József (Békésgyula, 1857. november 2. – Rákospalota, 1929. szeptember 25.) magyar nyomdász, korrektor, szakíró.

## Élete
Tanay Gyula iskolaigazgató és Vargha Klára fia. A gimnázium két első osztályát Aradon, a III. és IV.-et Nagyváradon végezte, s azután gyógyszerész-gyakornok lett. A betűszedést Dobay Jánosnál 1871-74-ben tanulta; 1875-ben Budapestre került a Pesti könyvnyomda Részvény Társasághoz mint betűszedő, 1879-ben korrektor, 1886-ban helyettes művezető, 1882-ben pedig tényleges művezető lett. A budapesti kerületi nyomdász betegsegélyző pénztár alelnöke, az országos ipartanács végrehajtó bizottságának tagja volt. 1902. november 13-án megkapta az arany érdemkeresztet. Később a Ferenc József-renddel is kitüntették, illetve a német becsületrend lovagja lett. Elhunyt 1929. szeptember 25-én, élete 72. házassága 50. évében. Örök nyugalomra helyezték 1929. szeptember 27-én délután a rákospalotai új köztemetőben a római katolikus egyház szertartása szerint. Neje Gúth Mária volt.

## Munkássága
Cikkei a Grafikai Szemlében (1905. A könyvnyomtatás története sat.); a Magyar Nyomdászok évkönyvében (1905. Technikai irodalmunk összefoglalása 1904-ig, 1906. Elődeink szedéstechnikája, 1908. Figurális és más szedések, Tanulmányok a külföldi szaktanításról sat.) és több szakcikkeket írt a Nyomdászok Közlönyébe.
Szerkesztette Budapesten a Typographiát 1881. februártól 1883. ápr. végéig; a Magyar Nyomdászok Évkönyvének 1883. évfolyamát; a Munkások Egészség-Naptárát 1902. és 1904. (Márton Sándorral); A könyvnyomdászok szakköre szaktanfolyamainak 1905-6. Értesítőjét 1906-ban (Novák Lászlóval) és szerkeszti 1891. jan. 1. óta a Grafikai Szemlét.